# Населення Угорщини
Населення Угорщини. Чисельність населення країни 2015 року становила 9,897 млн осіб (90-те місце у світі). Чисельність угорців стабільно зменшується, народжуваність 2015 року становила 9,16 ‰ (207-ме місце у світі), смертність — 12,73 ‰ (20-те місце у світі), природний приріст — -3,57 ‰ (216-те місце у світі) .  Присутня державна система соціального захисту малозахищених верств населення . Демографічні й соціологічні дослідження в країні ведуться рядом державних і науково-освітніх установ, регулярно проводяться переписи населення .

## Історія
Оцінки історичного населення Угорщини впродовж X—XIX сторіч
| Рік       | Чисельність населення                                                                               | Відсоток угорців без урахування Королівства Хорватія | Примітки                                                                                    |
| --------- | --------------------------------------------------------------------------------------------------- | ---------------------------------------------------- | ------------------------------------------------------------------------------------------- |
| 900       | - 250—350 тис. осіб - 500—600 тис. осіб - 600 тис. осіб - 1,0-1,5 млн осіб                          | - 66 %                                               | Площа країни — 330 тис. км², густота населення — 3-4,5осіб/км².                             |
| 1000      | - 1-1,5 млн осіб                                                                                    |                                                      |                                                                                             |
| 1060      | - 500—550 тис. осіб                                                                                 |                                                      | Густота населення 1,51-1,67 осіб/км².                                                       |
| 1100      | - 2 млн осіб                                                                                        |                                                      |                                                                                             |
| 1181      | - 2,6 млн осіб                                                                                      |                                                      |                                                                                             |
| 1200      | - 1,0-1,1 млн осіб                                                                                  |                                                      | Густота населення 3,03-3,33 осіб/км².                                                       |
| 1222      | - 2 млн осіб                                                                                        | - 70–80 %                                            | Час Золотої булли, останній перепис перед татарською навалою.                               |
| 1242      | - 1,02-1,22 млн осіб - 1,2 млн осіб                                                                 |                                                      | До 50 % населення було знищено монгольською навалою.                                        |
| 1300      | - 1,4-1,6 млн осіб - 2,0 млн осіб - 3 млн осіб                                                      |                                                      |                                                                                             |
| 1348      | - 5 млн осіб - 3 млн осіб                                                                           |                                                      | Дані наведено до чуми.                                                                      |
| 1370      | - до 2 млн осіб                                                                                     | - 60–70 %                                            |                                                                                             |
| 1400      | - 3-3,5 млн осіб - 3 млн осіб                                                                       |                                                      |                                                                                             |
| 1490      | - 5,0 млн осіб - 4,5-5,0 млн осіб - 4,0-4,5 млн осіб - 4 млн осіб - 3,5-4,0 млн осіб - 3,4 млн осіб | - 90 % - 80-85 % - 80 % - 77 % - 75-80 % - 60-70 %   | До початку оттоманських завоювань.                                                          |
| 1600      | - 4-4,5 млн осіб - 3,5 млн осіб                                                                     |                                                      | Загальне населення королівства Угорщина, Трансильванії та окупованої Туреччиною частини.    |
| 1699      | - 4,0 млн осіб - 3,5-4 млн осіб - 3,5 млн осіб                                                      | - 50–55 % - 50 %                                     | Час Карловицького конгресу.                                                                 |
| 1711      | - 4 млн осіб - 2,5 млн осіб                                                                         | - 53 % - 45 %                                        | Останні повстання куруців. Початок організованого перезаселення.                            |
| 1720      | - 4,0-4,5 млн осіб - 4 млн осіб - 3,5 млн осіб - 2,6-4,0 млн осіб                                   | - 55 % - 45 % - 44 % - 40 % - 35 %                   |                                                                                             |
| 1785-1787 | - 8 млн осіб                                                                                        |                                                      | 5 % населення проживає у містах.                                                            |
| 1790      | - 9 млн осіб - 8,5 млн осіб - 8,1-8,2 млн осіб                                                      | - 40 % - 39 % - 35 %                                 | Кінець організованого перезаселення, під час якого було засновано 800 нових німецьких міст. |
| 1828      | - 11,5 млн осіб                                                                                     |                                                      |                                                                                             |
| 1830      | | - 37 % (44 % в центральній Угорщині)                 |                                                                                             |
| 1837      | | - 44 % - 37 % (разом із Королівством Хорватія)       |                                                                                             |
| 1846      | - 12,03 млн осіб                                                                                    | - 40–45 % - 41,6 % - 36,5-40 %                       | 2 роки до початку Угорського повстання.                                                     |
| 1850      | - 11,6 млн осіб                                                                                     | - 41,4 %                                             |                                                                                             |
| 1857      | - 13,83 млн осіб                                                                                    | - 44,5 %                                             |                                                                                             |
| 1869      | - 13,51 млн осіб                                                                                    | - 45,2 %                                             |                                                                                             |
| 1880      | - 13,75 млн осіб                                                                                    | - 46 %                                               |                                                                                             |
| 1900      | - 16,84 млн осіб                                                                                    | - 51,4 %                                             |                                                                                             |
| 1910      | - 18,26 млн осіб                                                                                    | - 54,5 % - 48,1 %                                    | 5 % населення становлять євреї.                                                             |

## Природний рух

### Відтворення

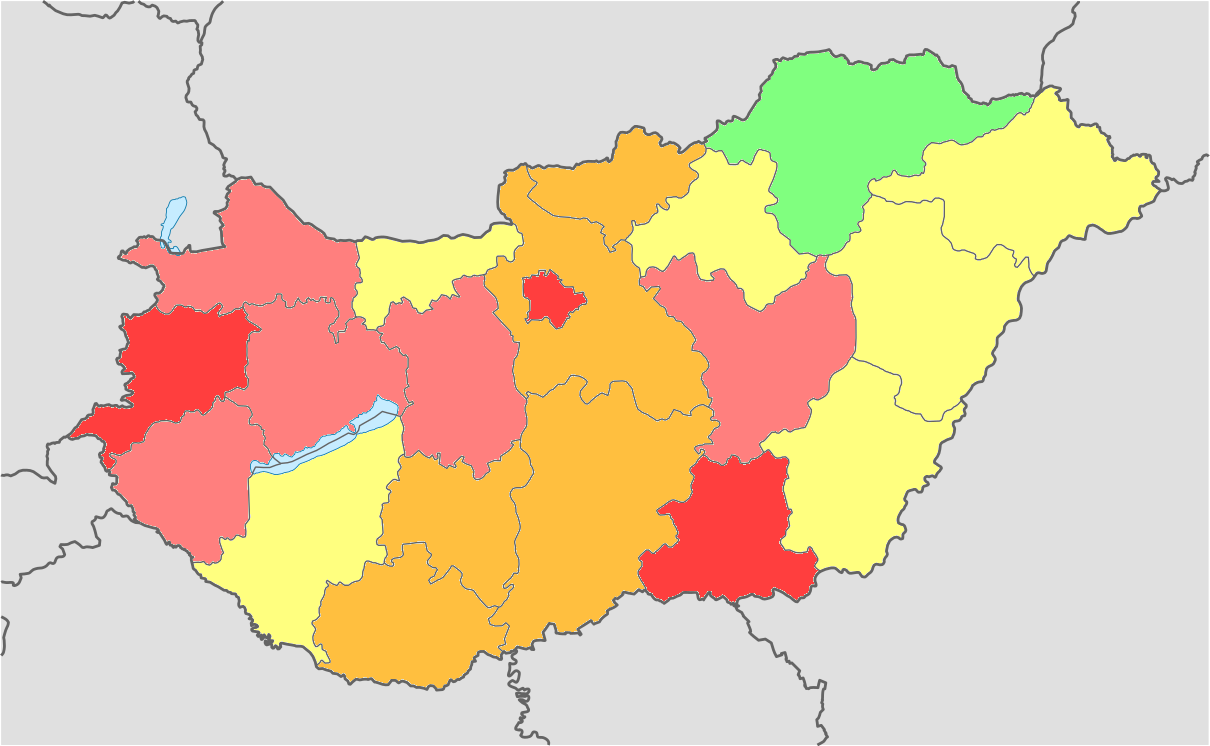
Народжуваність за медьями, 2014 рік

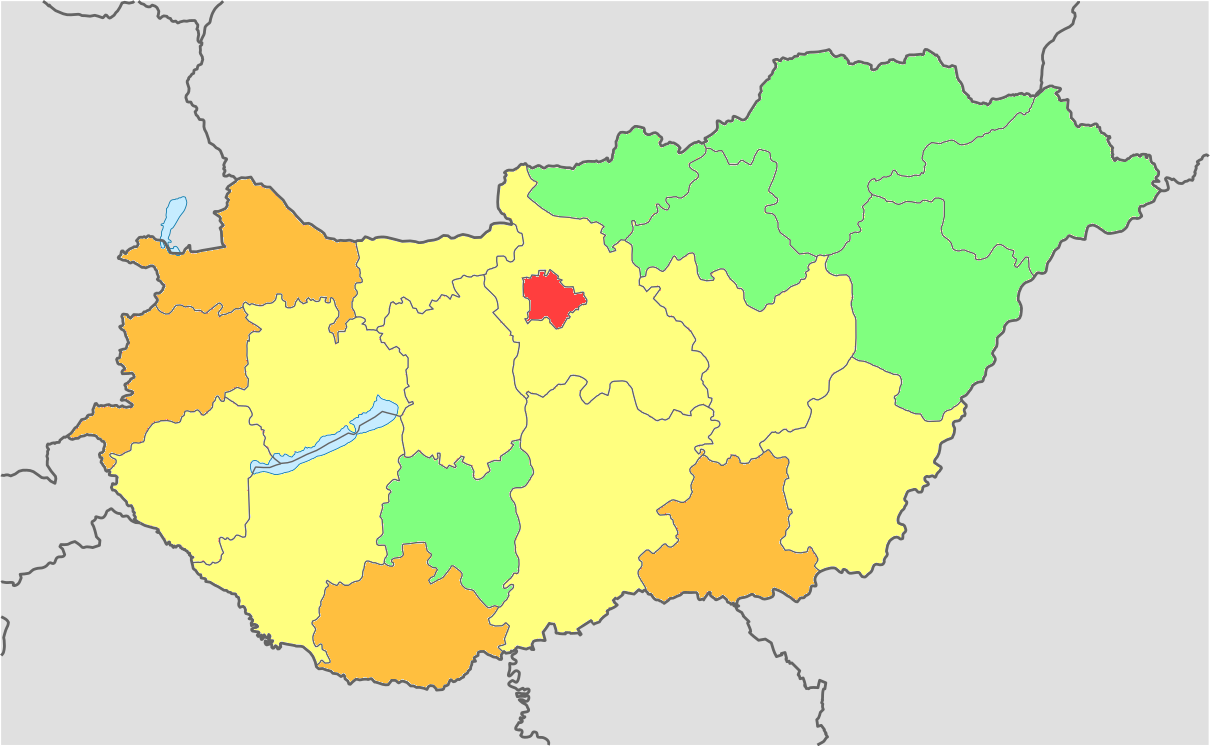
Коефіцієнт фертильності за медьями, 2021 рік

Народжуваність в Угорщині, станом на 2015 рік, дорівнює 9,16 ‰ (207-ме місце у світі). Коефіцієнт потенційної народжуваності 2015 року становив 1,43 дитини на одну жінку (207-ме місце у світі). Середній вік матері при народженні першої дитини становив 28,3 року (оцінка на 2011 рік).
Смертність в Угорщині 2015 року становила 12,73 ‰ (20-те місце у світі).
Природний приріст населення в країні 2015 року був негативним і становив -0,22 % (депопуляція) (216-те місце у світі).
| 1.7 - 1.9 1.5 - 1.7 1.4 - 1.5 1.3 - 1.4 < 1.3 |

Природний рух населення Угорщини в 1918—2015 роках
| Рік  | Чисельність населення (тис. осіб) | Живих народжень | Смертей | Природний приріст | Народжуваність (‰) | Смертність (‰) | Природний приріст (‰) | Фертильність |
| ---- | --------------------------------- | --------------- | ------- | ----------------- | ------------------ | -------------- | --------------------- | ------------ |
| 1918 |                                   | 128 000         | 207 000 | -79 000           | 15,3               | 25,7           | -10,4                 |              |
| 1919 | 7 860                             | 217 000         | 157 000 | 60 000            | 27,6               | 20,0           | 7,6                   |              |
| 1920 | 7 940                             | 249 000         | 170 000 | 79 000            | 31,4               | 21,4           | 10,0                  |              |
| 1921 | 8 020                             | 255 000         | 170 000 | 85 000            | 31,8               | 21,2           | 10,6                  | 3,80         |
| 1922 | 8 080                             | 249 000         | 173 000 | 76 000            | 30,8               | 21,4           | 9,4                   |              |
| 1923 | 8 170                             | 239 000         | 159 000 | 80 000            | 29,2               | 19,5           | 9,7                   |              |
| 1924 | 8 220                             | 221 000         | 168 000 | 53 000            | 26,9               | 20,4           | 6,5                   |              |
| 1925 | 8 300                             | 235 000         | 142 000 | 93 000            | 28,3               | 17,1           | 11,2                  |              |
| 1926 | 8 370                             | 229 000         | 140 000 | 89 000            | 27,4               | 16,7           | 10,7                  |              |
| 1927 | 8 490                             | 219 000         | 151 000 | 68 000            | 25,8               | 17,8           | 8,0                   |              |
| 1928 | 8 510                             | 225 000         | 146 000 | 79 000            | 26,4               | 17,2           | 9,2                   | 3,57         |
| 1929 | 8 580                             | 215 000         | 153 000 | 62 000            | 25,1               | 17,8           | 7,3                   | 3,45         |
| 1930 | 8 660                             | 220 000         | 134 000 | 86 000            | 25,4               | 15,5           | 9,9                   | 3,55         |
| 1931 | 8 730                             | 207 000         | 145 000 | 62 000            | 23,7               | 16,6           | 7,1                   | 3,23         |
| 1932 | 8 783                             | 206 000         | 157 000 | 49 000            | 23,4               | 17,9           | 5,5                   | 3,21         |
| 1933 | 8 845                             | 194 000         | 130 000 | 64 000            | 21,9               | 14,7           | 7,3                   | 2,86         |
| 1934 | 8 915                             | 194 279         | 129 049 | 65 230            | 21,8               | 14,5           | 7,3                   | 2,88         |
| 1935 | 8 980                             | 189 479         | 136 923 | 52 556            | 21,1               | 15,2           | 5,9                   | 2,68         |
| 1936 | 9 040                             | 183 369         | 128 333 | 55 036            | 20,3               | 14,2           | 6,1                   | 2,59         |
| 1937 | 9 100                             | 182 449         | 128 049 | 54 400            | 20,0               | 14,1           | 6,0                   | 2,54         |
| 1938 | 9 159                             | 182 206         | 130 628 | 51 578            | 19,9               | 14,3           | 5,6                   | 2,54         |
| 1939 | 9 217                             | 178 633         | 124 591 | 54 042            | 19,4               | 13,5           | 5,9                   | 2,46         |
| 1940 | 9 280                             | 185 562         | 132 735 | 52 827            | 20,0               | 14,3           | 5,7                   | 2,48         |
| 1941 | 9 340                             | 177 047         | 123 349 | 53 698            | 19,0               | 13,2           | 5,7                   | 2,43         |
| 1942 | 9 392                             | 187 187         | 136 844 | 50 343            | 19,9               | 14,6           | 5,4                   | 2,58         |
| 1943 | 9 440                             | 173 295         | 127 158 | 46 137            | 18,4               | 13,5           | 4,9                   | 2,39         |
| 1944 | 9 250                             | 190 000         | 144 048 | 45 952            | 20,5               | 15,6           | 5,0                   |              |
| 1945 | 9 055                             | 169 091         | 211 323 | -42 232           | 18,7               | 23,3           | -4,7                  |              |
| 1946 | 9 042                             | 169 120         | 135 486 | 33 634            | 18,7               | 15,0           | 3,7                   | 2,38         |
| 1947 | 9 093                             | 187 316         | 117 537 | 69 779            | 20,6               | 12,9           | 7,7                   | 2,63         |
| 1948 | 9 158                             | 191 907         | 105 780 | 86 127            | 21,0               | 11,6           | 9,4                   | 2,63         |
| 1949 | 9 249                             | 190 398         | 105 718 | 84 680            | 20,6               | 11,4           | 9,2                   | 2,54         |
| 1950 | 9 338                             | 195 567         | 106 902 | 88 665            | 20,9               | 11,4           | 9,5                   | 2,60         |
| 1951 | 9 423                             | 190 645         | 109 998 | 80 647            | 20,2               | 11,7           | 8,6                   | 2,53         |
| 1952 | 9 504                             | 185 820         | 107 443 | 78 377            | 19,6               | 11,3           | 8,2                   | 2,47         |
| 1953 | 9 595                             | 206 926         | 112 039 | 94 887            | 21,6               | 11,7           | 9,9                   | 2,76         |
| 1954 | 9 706                             | 223 347         | 106 670 | 116 677           | 23,0               | 11,0           | 12,0                  | 2,97         |
| 1955 | 9 825                             | 210 430         | 97 848  | 112 582           | 21,4               | 10,0           | 11,5                  | 2,80         |
| 1956 | 9 911                             | 192 810         | 104 236 | 88 574            | 19,5               | 10,5           | 8,9                   | 2,59         |
| 1957 | 9 840                             | 167 202         | 103 645 | 63 557            | 17,0               | 10,5           | 6,5                   | 2,30         |
| 1958 | 9 882                             | 158 428         | 97 866  | 60 562            | 16,0               | 9,9            | 6,1                   | 2,18         |
| 1959 | 9 937                             | 151 194         | 103 880 | 47 314            | 15,2               | 10,5           | 4,8                   | 2,09         |
| 1960 | 9 984                             | 146 461         | 101 525 | 44 936            | 14,7               | 10,2           | 4,5                   | 2,02         |
| 1961 | 10 029                            | 140 365         | 96 410  | 43 955            | 14,0               | 9,6            | 4,4                   | 1,94         |
| 1962 | 10 072                            | 130 053         | 108 273 | 21 780            | 12,9               | 10,7           | 2,2                   | 1,79         |
| 1963 | 10 104                            | 132 335         | 99 871  | 32 464            | 13,1               | 9,9            | 3,2                   | 1,82         |
| 1964 | 10 135                            | 132 141         | 100 830 | 31 311            | 13,0               | 9,9            | 3,1                   | 1,80         |
| 1965 | 10 160                            | 133 009         | 108 119 | 24 890            | 13,1               | 10,6           | 2,4                   | 1,81         |
| 1966 | 10 197                            | 138 489         | 101 943 | 36 546            | 13,6               | 10,0           | 3,6                   | 1,88         |
| 1967 | 10 223                            | 148 886         | 109 530 | 39 356            | 14,6               | 10,7           | 3,8                   | 2,01         |
| 1968 | 10 275                            | 154 419         | 115 354 | 39 065            | 15,0               | 11,2           | 3,8                   | 2,06         |
| 1969 | 10 316                            | 154 318         | 116 659 | 37 659            | 15,0               | 11,3           | 3,7                   | 2,03         |
| 1970 | 10 338                            | 151 819         | 120 197 | 31 622            | 14,7               | 11,6           | 3,1                   | 1,97         |
| 1971 | 10 368                            | 150 640         | 123 009 | 27 631            | 14,5               | 11,9           | 2,7                   | 1,92         |
| 1972 | 10 398                            | 153 625         | 118 991 | 34 634            | 14,8               | 11,4           | 3,3                   | 1,94         |
| 1973 | 10 432                            | 156 224         | 123 366 | 32 858            | 15,0               | 11,8           | 3,1                   | 1,95         |
| 1974 | 10 479                            | 186 288         | 125 816 | 60 472            | 17,8               | 12,0           | 5,8                   | 2,30         |
| 1975 | 10 532                            | 194 240         | 131 102 | 63 138            | 18,4               | 12,4           | 6,0                   | 2,38         |
| 1976 | 10 589                            | 185 405         | 132 240 | 53 165            | 17,5               | 12,5           | 5,0                   | 2,26         |
| 1977 | 10 637                            | 177 574         | 132 031 | 45 543            | 16,7               | 12,4           | 4,3                   | 2,17         |
| 1978 | 10 673                            | 168 160         | 140 121 | 28 039            | 15,8               | 13,1           | 2,6                   | 2,08         |
| 1979 | 10 698                            | 160 364         | 136 829 | 23 535            | 15,0               | 12,8           | 2,2                   | 2,02         |
| 1980 | 10 707                            | 148 673         | 145 355 | 3 318             | 13,9               | 13,6           | 0,3                   | 1,92         |
| 1981 | 10 700                            | 142 890         | 144 757 | -1 867            | 13,3               | 13,5           | -0,2                  | 1,88         |
| 1982 | 10 683                            | 133 559         | 144 318 | -10 759           | 12,5               | 13,5           | -1,0                  | 1,78         |
| 1983 | 10 656                            | 127 258         | 148 643 | -21 385           | 11,9               | 13,9           | -2,0                  | 1,73         |
| 1984 | 10 619                            | 125 359         | 146 709 | -21 350           | 11,8               | 13,8           | -2,0                  | 1,73         |
| 1985 | 10 579                            | 130 200         | 147 614 | -17 414           | 12,3               | 14,0           | -1,6                  | 1,83         |
| 1986 | 10 534                            | 128 204         | 147 089 | -18 885           | 12,2               | 14,0           | -1,8                  | 1,83         |
| 1987 | 10 486                            | 125 840         | 142 601 | -16 761           | 12,0               | 13,6           | -1,6                  | 1,79         |
| 1988 | 10 443                            | 124 296         | 140 042 | -15 746           | 11,9               | 13,4           | -1,5                  | 1,78         |
| 1989 | 10 398                            | 123 304         | 144 695 | -21 391           | 11,9               | 13,9           | -2,1                  | 1,78         |
| 1990 | 10 374                            | 125 679         | 145 660 | -19 981           | 12,1               | 14,0           | -1,9                  | 1,84         |
| 1991 | 10 373                            | 127 207         | 144 813 | -17 606           | 12,3               | 14,0           | -1,7                  | 1,85         |
| 1992 | 10 369                            | 121 724         | 148 781 | -27 057           | 11,7               | 14,3           | -2,6                  | 1,76         |
| 1993 | 10 357                            | 117 033         | 150 244 | -33 211           | 11,3               | 14,5           | -3,2                  | 1,68         |
| 1994 | 10 343                            | 115 598         | 146 889 | -31 291           | 11,2               | 14,2           | -3,0                  | 1,64         |
| 1995 | 10 329                            | 112 054         | 145 431 | -33 377           | 10,8               | 14,1           | -3,2                  | 1,57         |
| 1996 | 10 311                            | 105 272         | 143 130 | -37 858           | 10,2               | 13,9           | -3,7                  | 1,45         |
| 1997 | 10 290                            | 100 350         | 139 434 | -39 084           | 9,8                | 13,6           | -3,8                  | 1,37         |
| 1998 | 10 267                            | 97 301          | 140 870 | -43 569           | 9,5                | 13,7           | -4,2                  | 1,33         |
| 1999 | 10 238                            | 94 645          | 143 210 | -48 565           | 9,2                | 14,0           | -4,7                  | 1,29         |
| 2000 | 10 211                            | 97 597          | 135 601 | -38 004           | 9,6                | 13,3           | -3,7                  | 1,31         |
| 2001 | 10 198                            | 97 047          | 132 183 | -35 136           | 9,5                | 13,0           | -3,4                  | 1,31         |
| 2002 | 10 165                            | 96 804          | 132 833 | -36 029           | 9,5                | 13,1           | -3,5                  | 1,31         |
| 2003 | 10 129                            | 94 647          | 135 823 | -41 176           | 9,3                | 13,4           | -4,1                  | 1,28         |
| 2004 | 10 108                            | 95 137          | 132 492 | -37 355           | 9,4                | 13,1           | -3,7                  | 1,28         |
| 2005 | 10 088                            | 97 496          | 135 732 | -38 236           | 9,7                | 13,5           | -3,8                  | 1,32         |
| 2006 | 10 072                            | 99 871          | 131 603 | -31 732           | 9,9                | 13,1           | -3,2                  | 1,35         |
| 2007 | 10 056                            | 97 613          | 132 938 | -35 325           | 9,7                | 13,2           | -3,5                  | 1,32         |
| 2008 | 10 038                            | 99 149          | 130 027 | -30 878           | 9,9                | 13,0           | -3,1                  | 1,35         |
| 2009 | 10 022                            | 96 450          | 130 350 | -33 972           | 9,6                | 13,0           | -3,4                  | 1,33         |
| 2010 | 10 000                            | 90 335          | 130 456 | -40 121           | 9,0                | 13,0           | -4,0                  | 1,26         |
| 2011 | 9 985                             | 88 049          | 128 795 | -40 746           | 8,8                | 12,9           | -4,1                  | 1,24         |
| 2012 | 9 932                             | 90 269          | 129 440 | -39 171           | 9,1                | 13,0           | -3,9                  | 1,34         |
| 2013 | 9 909                             | 88 689          | 126 778 | -38 089           | 9,0                | 12,8           | -3,9                  | 1,34         |
| 2014 | 9 877                             | 91 510          | 126 308 | -34 798           | 9,3                | 12,8           | -3,5                  | 1,41         |
| 2015 | 9 823                             | 91 700          | 131 600 | -39 900           | 9,3                | 13,3           | -4,1                  | 1,44         |

### Вікова структура

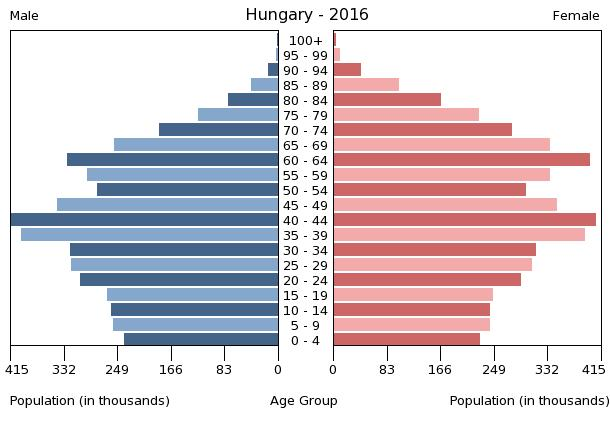
Віково-статева піраміда населення Угорщини, 2016 рік

Середній вік населення Угорщини становить 41,8 року (33-тє місце у світі): для чоловіків — 39,9, для жінок — 44,1 року. Очікувана середня тривалість життя 2015 року становила 75,69 року (94-те місце у світі), для чоловіків — 71,96 року, для жінок — 79,62 року.
Вікова структура населення Угорщини, станом на 2015 рік, мала такий вигляд:
- діти віком до 14 років — 14,8 % (754 729 чоловіків, 710 394 жінки);
- молодь віком 15—24 роки — 11,44 % (583 320 чоловіків, 548 520 жінок);
- дорослі віком 25—54 роки — 41,65 % (2 070 725 чоловіків, 2 051 695 жінок);
- особи передпохилого віку (55—64 роки) — 13,87 % (630 426 чоловіків, 742 657 жінок);
- особи похилого віку (65 років і старіші) — 18,24 % (677 420 чоловіків, 1 127 655 жінок)[1].

### Шлюбність— розлучуваність
Коефіцієнт шлюбності, тобто кількість шлюбів на 1 тис. осіб за календарний рік, дорівнює 3,6; коефіцієнт розлучуваності — 2,4; індекс розлучуваності, тобто відношення шлюбів до розлучень за календарний рік — 67 (дані за 2010 рік). Середній вік, коли чоловіки беруть перший шлюб дорівнює 32,1 року, жінки — 29,3 року, загалом — 30,7 року (дані за 2014 рік).

## Розселення

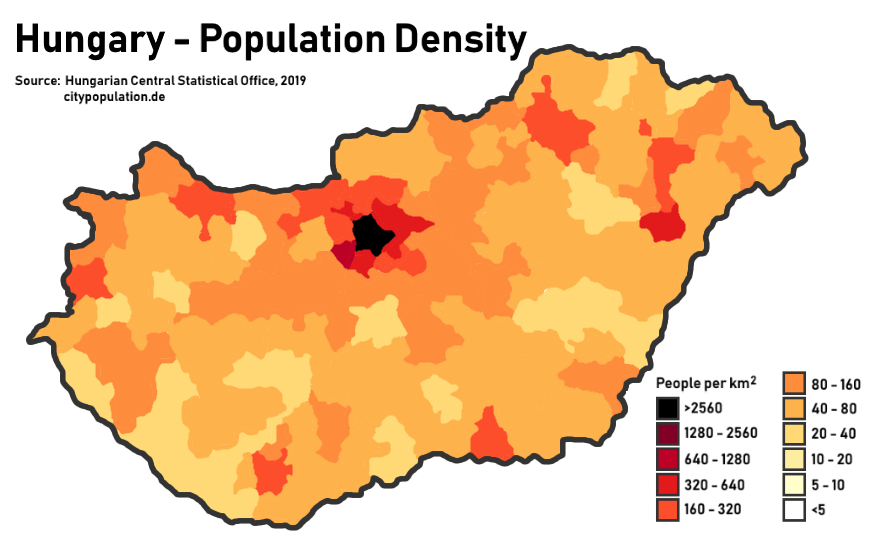
Густота населення Угорщини за ярашами.

Густота населення країни 2015 року становила 108,9 особи/км² (101-ше місце у світі). Населення країни розподілене досить рівномірно, утворені міські райони приваблюють для проживання значну частину населення.

### Урбанізація
Угорщина високоурбанізована країна. Рівень урбанізованості становить 71,2 % населення країни (станом на 2015 рік), темпи зростання частки міського населення — 0,47 % (оцінка тренду за 2010—2015 роки).
Головні міста держави: Будапешт (столиця) — 1,714 млн осіб (дані за 2015 рік).
| Місто                          | Населення 1949 року | Максимальне населення | Населення 2010 року | Метрополійна територія | Статус                                  |
| ------------------------------ | ------------------- | --------------------- | ------------------- | ---------------------- | --------------------------------------- |
| Будапешт (Budapest)            | 1 590 316           | 2 059 226 (1980)      | 1 721 556▲          | 2 503 105 (2009)       | Столиця                                 |
| Дебрецен (Debrecen)            | 115 399             | 212 235 (1990)        | 207 270▲            | 237 888 (2005)         | Центр регіону, центр медьє, місто-медьє |
| Сеґед (Szeged)                 | 104 867             | 169 930 (1990)        | 169 731▲            | 201 307 (2005)         | Центр регіону, центр медьє, місто-медьє |
| Мішкольц (Miskolc)             | 109 841             | 208 103 (1980)        | 169 226▼            | 216 470 (2005)         | Центр регіону, центр медьє, місто-медьє |
| Печ (Pécs)                     | 89 470              | 170 039 (1990)        | 157 680▲            | 179 215 (2005)         | Центр регіону, центр медьє, місто-медьє |
| Дьйор (Győr)                   | 69 583              | 130 478 (2010)        | 130 478▲            | 182 776 (2005)         | Центр регіону, центр медьє, місто-медьє |
| Ньїредьгаза (Nyíregyháza)      | 56 334              | 118 795 (2001)        | 117 832▲            | -                      | Центр медьє, місто-медьє                |
| Кечкемет (Kecskemét)           | 61 730              | 112 233 (2010)        | 112 233▲            | -                      | Центр медьє, місто-медьє                |
| Секешфегервар (Székesfehérvár) | 42 260              | 108 958 (1990)        | 101 973▼            | -                      | Центр регіону, центр медьє, місто-медьє |

### Міграції
Річний рівень імміграції 2015 року становив 1,33 ‰ (58-ме місце у світі). Цей показник не враховує різниці між законними і незаконними мігрантами, між біженцями, трудовими мігрантами та іншими.

#### Біженці й вимушені переселенці
Станом на 2015 рік, в країні постійно офіційно перебуває 5,95 тис. біженців з України. За період 2015—2016 років до країни прибуло 409,8 тис. біженців з Близького Сходу.
Угорщина є членом Міжнародної організації з міграції (IOM).

## Расово-етнічний склад
| Етнічний склад (2011 рік) | Етнічний склад (2011 рік) | Етнічний склад (2011 рік) | Етнічний склад (2011 рік) | Етнічний склад (2011 рік) |
| ------------------------- | ------------------------- | ------------------------- | ------------------------- | ------------------------- |
| Етнос:                    |                           |                           | Відсоток:                 |                           |
| угорці                    | угорці                    |                           | 85.6%                     | 85.6%                     |
| роми                      | роми                      |                           | 3.2%                      | 3.2%                      |
| німці                     | німці                     |                           | 1.9%                      | 1.9%                      |
| інші                      | інші                      |                           | 16.7%                     | 16.7%                     |

Головні етноси країни: угорці — 85,6 %, роми — 3,2 %, німці — 1,9 %, інші — 16,7 % населення (оціночні дані за 2011 рік).

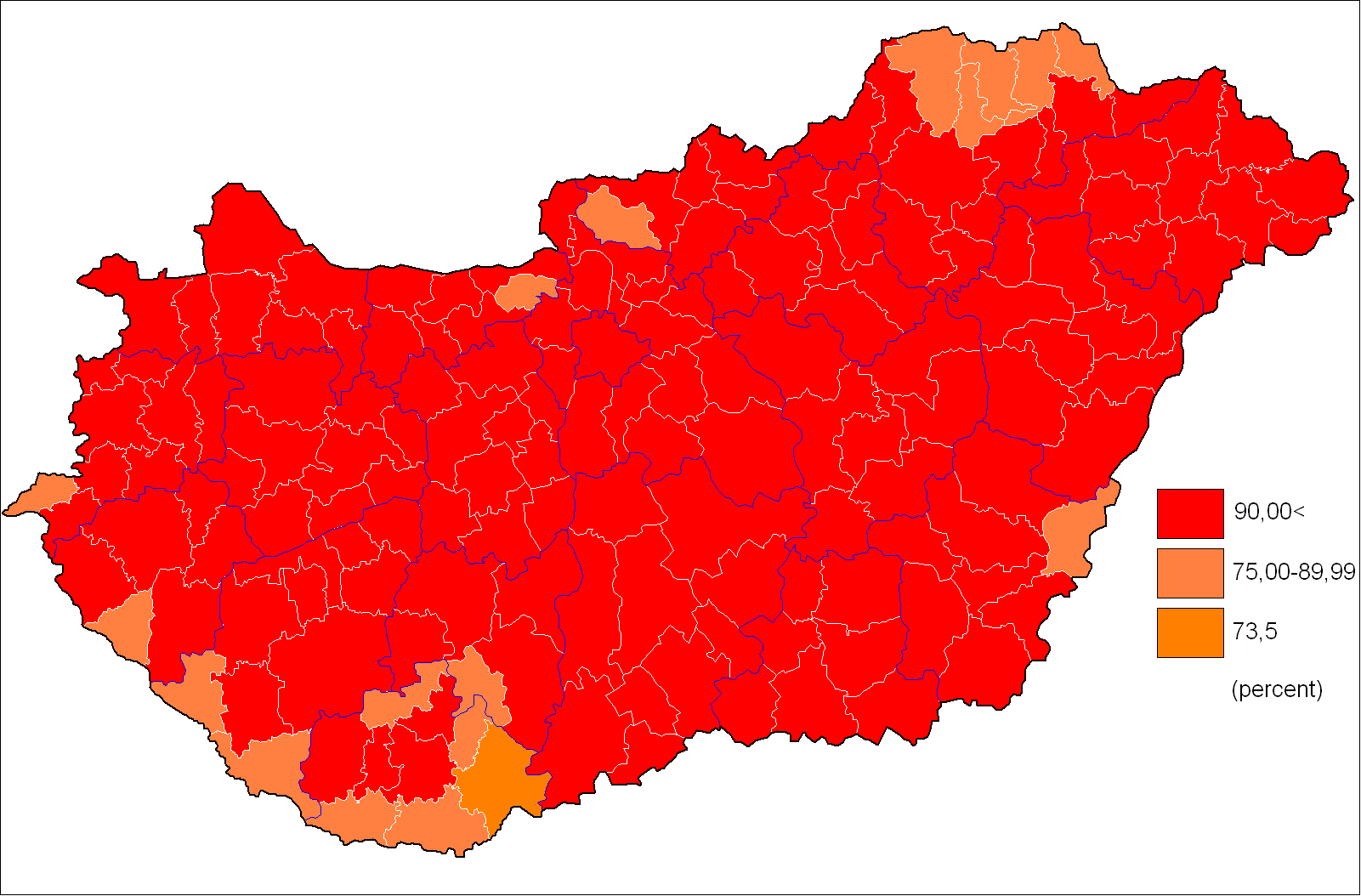
Угорці в Угорщині, 2001 рік

У сусідніх країнах проживають численні угорські громади — особливо в Україні (Закарпатті), Словаччині, Румунії (Трансільванії) , Сербії (Воєводині), Хорватії, Словенії.
Історична динаміка етнічної картини Угорщини
| Рік  | Населення | Угорці   | %    | Німці  | %    | Словаки | %   | Хорвати | %   | Інші    | %    |
| ---- | --------- | -------- | ---- | ------ | ---- | ------- | --- | ------- | --- | ------- | ---- |
| 1495 | 1032000   | 990000   | 95,6 | 17000  | 1,6  | -       | -   | 1200    | 0,1 | 23800   | 2,4  |
| 1715 | 1480000   | 1176000  | 79,1 | 136600 | 9,2  | 37700   | 2,5 | 58900   | 4,0 | 70800   | 4,8  |
| 1785 | 2663214   | 2103000  | 79,0 | 291900 | 11,0 | 130400  | 4,9 | 71700   | 2,7 | 66214   | 2,4  |
| 1880 | 5343364   | 4402364  | 82,4 | 606363 | 11,3 | 199788  | 3,7 | 59251   | 1,1 | 75598   | 1,5  |
| 1900 | 6854415   | 5890999  | 85,9 | 604751 | 8,8  | 192227  | 2,8 | 68161   | 1,0 | 98277   | 1,5  |
| 1910 | 7612114   | 6730299  | 88,4 | 553179 | 7,3  | 165317  | 2,2 | 62018   | 0,8 | 101301  | 1,3  |
| 1920 | 7986875   | 7155973  | 89,6 | 550062 | 6,9  | 141877  | 1,8 | 58931   | 0,7 | 80026   | 1,0  |
| 1930 | 8685109   | 8000335  | 92,1 | 477153 | 5,5  | 104786  | 1,2 | 47337   | 0,5 | 55503   | 0,6  |
| 1941 | 14679573  | 11881455 | 80,9 | 533045 | 3,6  | 175550  | 1,2 | 12346   | 0,1 | 2077177 | 14,2 |
| 1949 | 9204799   | 9076041  | 98,6 | 22455  | 0,2  | 25988   | 0,3 | 20423   | 0,2 | 59892   | 0,7  |
| 1960 | 9961044   | 9786038  | 98,2 | 50765  | 0,5  | 30630   | 0,3 | 33014   | 0,3 | 60597   | 0,7  |
| 1970 | 10322099  | 10166237 | 98,5 | 35594  | 0,4  | 21176   | 0,2 | 17609   | 0,2 | 81483   | 0,7  |
| 1980 | 10709463  | 10638974 | 99,3 | 11310  | 0,1  | 9101    | 0,1 | 13895   | 0,1 | 36183   | 0,4  |
| 1990 | 10374823  | 10142072 | 97,8 | 30824  | 0,3  | 10459   | 0,1 | 13570   | 0,1 | 177898  | 1,7  |
| 2001 | 10198315  | 9416045  | 97,3 | 62105  | 0,6  | 10459   | 0,1 | 15597   | 0,2 | 694109  | 1,8  |
| 2011 | 9937628   | 8314029  | 78,2 | 131951 | 1,6  | 29647   | 0,3 | 23561   | 0,3 | 1438440 | 19,6 |

## Єврейська громада
В Угорщині, за різними даними, проживає від 54 тисяч до 130 тисяч євреїв. Близько 90 % з них — жителі Будапешту, де існують численні єврейські релігійні, освітні та громадські установи. Переважна більшість угорських євреїв, однак, або не дотримуються всіх вимог юдаїзму, або вважають себе атеїстами. Лише близько шести тисяч з них є офіційно зареєстрованими членами єврейської громади, і ще близько 20 тисяч перебувають у різних єврейських організаціях.
Головне політичне громадське об'єднання — «неології», аналогічне консервативному руху американських євреїв. У дуже маленькою релігійній громаді складаються як сучасні ортодокси, так і ультрарелігійних євреї. Хабад має власну синагогу і єшиву.

## Мови
Мовний склад населення Угорщини за даними перепису 2011:
| Медьє                | Угорська | Болгарська | Циганська | Грецька | Хорватська | Польська | Німецька | Вірменська | Румунська | Сербська | Словацька | Словенська | Українська |
| -------------------- | -------- | ---------- | --------- | ------- | ---------- | -------- | -------- | ---------- | --------- | -------- | --------- | ---------- | ---------- |
| Усі                  | 93.5%    | 0.1%       | 3.2%      | 0.0%    | 0.3%       | 0.1%     | 1.9%     | 0.0        | 0.4%      | 0.1%     | 0.4%      | 0.0%       | 0.1%       |
| Будапешт             | 95.5%    | 0.1%       | 1.2%      | 0.1%    | 0.1%       | 0.2%     | 1.7%     | 0.1%       | 0.5%      | 0.1%     | 0.2%      | 0.0%       | 0.1%       |
| Бач-Кішкун           | 93.7%    | 0.0%       | 2.2%      | 0.0%    | 0.7%       | 0.0%     | 2.4%     | 0.0%       | 0.3%      | 0.2%     | 0.4%      | 0.0%       | 0.0%       |
| Бараня               | 86.3%    | 0.1%       | 4.6%      | 0.0%    | 1.9%       | 0.1%     | 6.7%     | 0.0%       | 0.2%      | 0.2%     | 0.0%      | 0.0%       | 0.0%       |
| Бекеш                | 91.9%    | 0.0%       | 2.7%      | 0.0%    | 0.0%       | 0.0%     | 0.9%     | 0.0%       | 1.7%      | 0.1%     | 2.5%      | 0.0%       | 0.0%       |
| Боршод-Абауй-Земплен | 90.0%    | 0.0%       | 8.5%      | 0.0%    | 0.0%       | 0.1%     | 0.6%     | 0.0%       | 0.1%      | 0.0%     | 0.3%      | 0.0%       | 0.1%       |
| Чонград              | 96.8%    | 0.0%       | 1.2%      | 0.0%    | 0.1%       | 0.0%     | 0.6%     | 0.0%       | 0.5%      | 0.5%     | 0.2%      | 0.0%       | 0.0%       |
| Феєр                 | 96.0%    | 0.0%       | 1.5%      | 0.1%    | 0.1%       | 0.1%     | 1.7%     | 0.0%       | 0.2%      | 0.1%     | 0.1%      | 0.0%       | 0.1%       |
| Дьйор-Мошон-Шопрон   | 95.0%    | 0.1%       | 0.8%      | 0.0%    | 0.7%       | 0.0%     | 2.7%     | 0.0%       | 0.2%      | 0.0%     | 0.4%      | 0.0%       | 0.0%       |
| Гайду-Бігар          | 95.4%    | 0.1%       | 3.4%      | 0.0%    | 0.0%       | 0.0%     | 0.4%     | 0.0%       | 0.5%      | 0.0%     | 0.0%      | 0.0%       | 0.1%       |
| Гевеш                | 92.6%    | 0.0%       | 6.3%      | 0.0%    | 0.0%       | 0.0%     | 0.5%     | 0.0%       | 0.2%      | 0.0%     | 0.2%      | 0.0%       | 0.1%       |
| Яс-Надькун-Сольнок   | 94.2%    | 0.0%       | 4.9%      | 0.0%    | 0.0%       | 0.0%     | 0.4%     | 0.0%       | 0.2%      | 0.0%     | 0.0%      | 0.0%       | 0.0%       |
| Комаром-Естергом     | 93.2%    | 0.1%       | 1.4%      | 0.0%    | 0.0%       | 0.1%     | 3.6%     | 0.0%       | 0.3%      | 0.0%     | 1.2%      | 0.0%       | 0.1%       |
| Ноград               | 90.0%    | 0.0%       | 7.7%      | 0.0%    | 0.0%       | 0.0%     | 0.7%     | 0.0%       | 0.1%      | 0.0%     | 1.4%      | 0.0%       | 0.0%       |
| Пешт                 | 94.2%    | 0.1%       | 1.7%      | 0.0%    | 0.1%       | 0.1%     | 2.5%     | 0.0%       | 0.5%      | 0.1%     | 0.6%      | 0.0%       | 0.1%       |
| Шомодь               | 92.1%    | 0.0%       | 5.3%      | 0.0%    | 0.5%       | 0.0%     | 1.7%     | 0.0%       | 0.1%      | 0.0%     | 0.0%      | 0.0%       | 0.0%       |
| Саболч-Сатмар-Берег  | 90.8%    | 0.0%       | 8.0%      | 0.0%    | 0.0%       | 0.0%     | 0.5%     | 0.0%       | 0.2%      | 0.0%     | 0.1%      | 0.0%       | 0.3%       |
| Толна                | 90.3%    | 0.0%       | 3.9%      | 0.0%    | 0.1%       | 0.0%     | 5.2%     | 0.0%       | 0.2%      | 0.1%     | 0.1%      | 0.0%       | 0.0%       |
| Ваш                  | 94.5%    | 0.0%       | 1.0%      | 0.0%    | 1.2%       | 0.0%     | 2.1%     | 0.0%       | 0.1%      | 0.0%     | 0.0%      | 0.7%       | 0.0%       |
| Веспрем              | 94.8%    | 0.0%       | 1.5%      | 0.0%    | 0.0%       | 0.1%     | 3.2%     | 0.0%       | 0.2%      | 0.0%     | 0.1%      | 0.0%       | 0.1%       |
| Зала                 | 94.1%    | 0.0%       | 2.6%      | 0.0%    | 1.3%       | 0.0%     | 1.6%     | 0.0%       | 0.1%      | 0.0%     | 0.0%      | 0.0%       | 0.0%       |

| Мови Угорщини (2012 рік) | Мови Угорщини (2012 рік) | Мови Угорщини (2012 рік) | Мови Угорщини (2012 рік) | Мови Угорщини (2012 рік) |
| ------------------------ | ------------------------ | ------------------------ | ------------------------ | ------------------------ |
| Мова:                    |                          |                          |                          |                          |
| угорська                 | угорська                 |                          | 99.6%                    | 99.6%                    |
| англійська               | англійська               |                          | 16%                      | 16%                      |
| німецька                 | німецька                 |                          | 11.2%                    | 11.2%                    |
| російська                | російська                |                          | 1.6%                     | 1.6%                     |
| румунська                | румунська                |                          | 1.3%                     | 1.3%                     |
| французька               | французька               |                          | 1.2%                     | 1.2%                     |
| інші                     | інші                     |                          | 4.2%                     | 4.2%                     |

Офіційна мова: угорська — розмовляє 99,6 % населення країни. Інші поширені мови: англійська — 16 %, німецька — 11,2 %, російська — 1,6 %, румунська — 1,3 %, французька — 1,2 %, інші мови — 4,2 % (дані на 2011 рік). Угорщина, як член Ради Європи, 5 листопада 1992 року підписала і ратифікувала 26 квітня 1995 року Європейську хартію регіональних мов (вступила в дію 1 березня 1998 року). Регіональними мовами визнані: хорватська, словацька, словенська, німецька, румунська, грецька, сербська.
Угорська мова належить до угорського відгалуження фінно-угорської гілки уральської мовної сім'ї (генетично близькородинними угорському є мови народів ханти і мансі).

## Релігії
| Релігії в Угорщині (2011 рік) | Релігії в Угорщині (2011 рік) | Релігії в Угорщині (2011 рік) | Релігії в Угорщині (2011 рік) | Релігії в Угорщині (2011 рік) |
| ----------------------------- | ----------------------------- | ----------------------------- | ----------------------------- | ----------------------------- |
| Віросповідання:               |                               |                               | Відсоток:                     |                               |
| католики                      | католики                      |                               | 37.2%                         | 37.2%                         |
| протестанти                   | протестанти                   |                               | 13.8%                         | 13.8%                         |
| греко-католики                | греко-католики                |                               | 1.8%                          | 1.8%                          |
| інші                          | інші                          |                               | 1.9%                          | 1.9%                          |
| атеїсти                       | атеїсти                       |                               | 18.2%                         | 18.2%                         |
| агностики                     | агностики                     |                               | 27.2%                         | 27.2%                         |

Головні релігії й вірування, які сповідує, і конфесії та церковні організації, до яких відносить себе населення країни: римо-католицтво — 37,2 %, кальвінізм — 11,6 %, лютеранство — 2,2 %, греко-католики — 1,8 %, інші — 1,9 %, не сповідують жодної — 18,2 %, не визначились — 27,2 % (станом на 2011 рік).

## Освіта
Рівень письменності 2015 року становив 99,1 % дорослого населення (віком від 15 років): 99,1 % — серед чоловіків, 99 % — серед жінок.
Державні витрати на освіту становлять 4,6 % ВВП країни, станом на 2011 рік (81-ше місце у світі). Середня тривалість освіти становить 16 років, для хлопців — до 15 років, для дівчат — до 16 років (станом на 2014 рік).

## Охорона здоров'я
Забезпеченість лікарями в країні на рівні 3,1 лікаря на 1000 мешканців (станом на 2012 рік). Забезпеченість лікарняними ліжками в стаціонарах — 7,2 ліжка на 1000 мешканців (станом на 2011 рік). Загальні витрати на охорону здоров'я 2014 року становили 7,4 % ВВП країни (61-ше місце у світі).
Смертність немовлят до 1 року, станом на 2015 рік, становила 5,02 ‰ (176-те місце у світі); хлопчиків — 5,3 ‰, дівчаток — 4,74 ‰. Рівень материнської смертності 2015 року становив 17 випадків на 100 тис. народжень (135-те місце у світі).
Угорщина входить до складу ряду міжнародних організацій: Міжнародного руху (ICRM) і Міжнародної федерації товариств Червоного Хреста і Червоного Півмісяця (IFRCS), Дитячого фонду ООН (UNISEF), Всесвітньої організації охорони здоров'я (WHO).

### Захворювання
Потенційний рівень зараження інфекційними хворобами в країні середній. Найпоширеніші інфекційні захворювання: кліщовий енцефаліт (станом на 2016 рік).
Кількість хворих на СНІД невідома, дані про відсоток інфікованого населення в репродуктивному віці 15—49 років відсутні. Смертність 2014 року від цієї хвороби становила приблизно 100 осіб (107-ме місце у світі).
Частка дорослого населення з високим індексом маси тіла 2014 року становила 26 % (37-ме місце у світі).

### Санітарія
Доступ до облаштованих джерел питної води 2015 року мало 100 % населення в містах і 100 % в сільській місцевості; загалом 100 % населення країни. Відсоток забезпеченості населення доступом до облаштованого водовідведення (каналізація, септик): в містах — 97,8 %, в сільській місцевості — 98,6 %, загалом по країні — 98 % (станом на 2015 рік). Споживання прісної води, станом на 2007 рік, дорівнює 5,58 км³ на рік, або 555,9 тонни на одного мешканця на рік: з яких 12 % припадає на побутові, 83 % — на промислові, 5 % — на сільськогосподарські потреби.

## Соціально-економічне становище
Співвідношення осіб, що в економічному плані залежать від інших, до осіб працездатного віку (15—64 роки) загалом становить 47,9 % (станом на 2015 рік): частка дітей — 21,5 %; частка осіб похилого віку — 26,3 %, або 3,8 потенційно працездатного на 1 пенсіонера. Загалом дані показники характеризують рівень затребуваності державної допомоги в секторах освіти, охорони здоров'я і пенсійного забезпечення, відповідно. За межею бідності 2015 року перебувало 14,9 % населення країни. Розподіл доходів домогосподарств у країні має такий вигляд: нижній дециль — 3,1 %, верхній дециль — 22,6 % (станом на 2009 рік).
Станом на 2016 рік, уся країна була електрифікована, усе населення країни мало доступ до електромереж. Рівень проникнення інтернет-технологій високий. Станом на липень 2015 року в країні налічувалось 7,209 млн унікальних інтернет-користувачів (50-те місце у світі), що становило 72,8 % загальної кількості населення країни.

### Трудові ресурси
Загальні трудові ресурси 2015 року становили 4,446 млн осіб (90-те місце у світі). Зайнятість економічно активного населення у господарстві країни розподіляється таким чином: аграрне, лісове і рибне господарства — 7,1 %; промисловість і будівництво — 29,7 %; сфера послуг — 63,2 % (станом на 2011 рік). Безробіття 2015 року дорівнювало 6,8 % працездатного населення, 2014 року — 7,7 % (79-те місце у світі); серед молоді у віці 15—24 років ця частка становила 20,4 %, серед юнаків — 20 %, серед дівчат — 20,9 % (31-ше місце у світі).

## Кримінал

### Наркотики

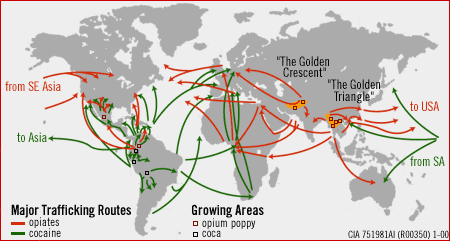
Світові маршрути наркотрафіку

Перевалочний пункт для південно-східноазійського героїну, марихуани, південноамериканського кокаїну для Західної Європи; виробник прекурсорів для амфетамінів і метамфетамінів; виробництво екстазі; країна докладає зусиль в боротьбі з відмиванням грошей.

### Торгівля людьми
Згідно зі щорічною доповіддю про торгівлю людьми (англ. Trafficking in Persons Report) Управління з моніторингу та боротьби з торгівлею людьми Державного департаменту США, уряд Угорщини докладає значних зусиль в боротьбі з явищем примусової праці, сексуальної експлуатації, незаконною торгівлею внутрішніми органами, але законодавство відповідає мінімальним вимогам американського закону 2000 року щодо захисту жертв (англ. Trafficking Victims Protection Act’s) не в повній мірі, країна знаходиться у списку другого рівня.

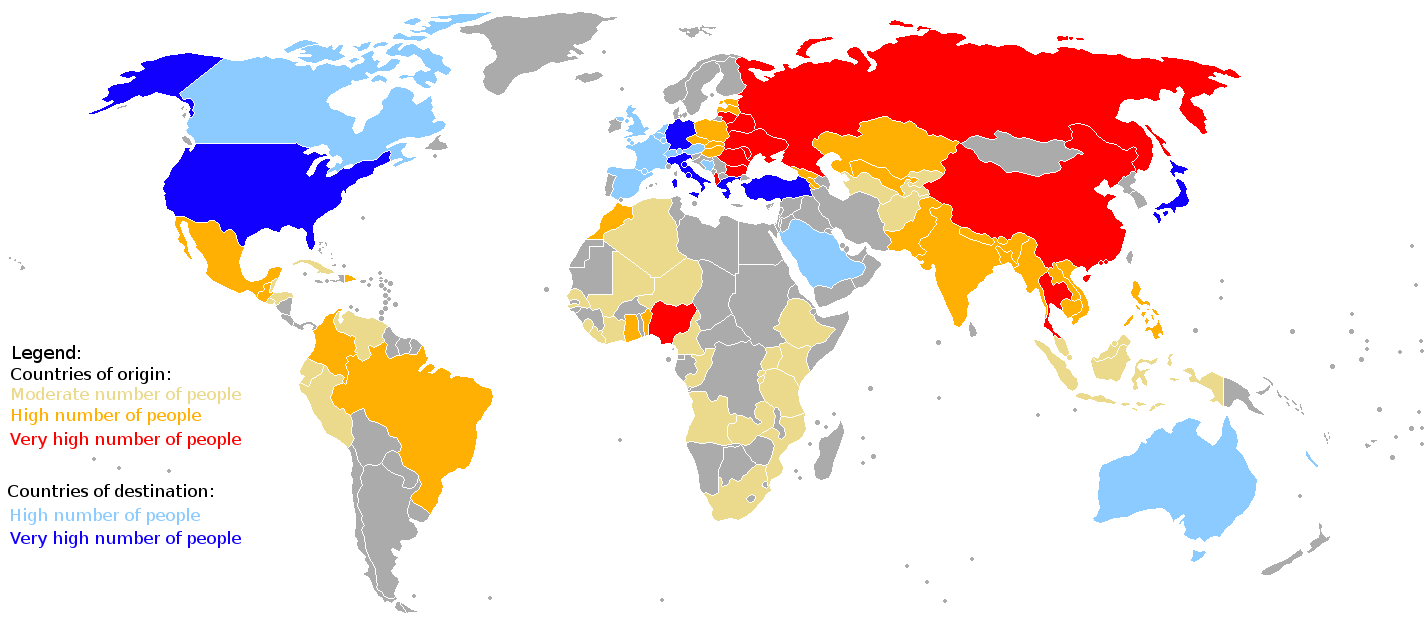
Країни-донори (червоний) і країни-реципієнти кримінальних потоків  (англ.)
Глобальна боротьба з торгівлею людьми (англ.)

## Гендерний стан
Статеве співвідношення (оцінка 2015 року):
- при народженні — 1,06 особи чоловічої статі на 1 особу жіночої;
- у віці до 14 років — 1,06 особи чоловічої статі на 1 особу жіночої;
- у віці 15-24 років — 1,06 особи чоловічої статі на 1 особу жіночої;
- у віці 25-54 років — 1,01 особи чоловічої статі на 1 особу жіночої;
- у віці 55-64 років — 0,85 особи чоловічої статі на 1 особу жіночої;
- у віці старше за 64 роки — 0,6 особи чоловічої статі на 1 особу жіночої;
- загалом — 0,91 особи чоловічої статі на 1 особу жіночої[1].

## Демографічні дослідження
Демографічні дослідження в країні ведуться рядом державних і наукових установ:
- Статистичне управління Угорщини.

### Українською
- Атлас. 10-11 клас. Економічна і соціальна географія світу / упорядники :  О. Я. Скуратович, Н. І. Чанцева. — К. : ДНВП «Картографія», 2010. — ISBN 978-966-475-639-3.
- Атлас світу / голов. ред. І. С. Руденко ; зав. ред. В. В. Радченко ; відп. ред. О. В. Вакуленко. — К. : ДНВП «Картографія», 2005. — 336 с. — ISBN 9666315467.
- Безуглий В. В. Економічна і соціальна географія зарубіжних країн : Навчальний посібник. — К. : ВЦ «Академія», 2007. — 704 с. — ISBN 978-966-580-239-6.
- Безуглий В. В., Козинець С. В. Регіональна економічна і соціальна географія світу : Навчальний посібник. — видання 2-ге, доп., перероб. — К. : ВЦ «Академія», 2007. — 688 с. — ISBN 966-580-144-9.
- Гудзеляк І. І. Географія населення: Навчальний посібник / І. Гудзеляк. — Л. : Видавничий центр ЛНУ імені Івана Франка, 2008. — 232 с. — ISBN 978-966-613-599-8.
- Дахно І. І. Країни світу: Енциклопедичний довідник / І. І. Дахно, С. М. Тимофієв. — К. : Мапа, 2011. — 606 с. — (Бібліотека нового українця) — ISBN 978-966-8804-23-6.
- Дахно І. І. Економічна географія зарубіжних країн : навчальний посібник. — К. : Центр учбової літератури, 2014. — 319 с. — ISBN 978-611-01-0682-5.
- Джаман В. О. Регіональні системи розселення: демографічні аспекти. — Чернівці : Рута, 2003. — 392 с. — ISBN 9665685988.
- Дорошенко Л. С. Демографія: Навчальний посібник. — К. : МАУП, 2005. — 112 с. — ISBN 966-608-442-2.
- Дубович І. А. Країнознавчий словник-довідник. — 5-те вид., перероб. і доп. — К. : Знання, 2008. — 839 с. — ISBN 978-966-346-330-8.
- Економічна і соціальна географія країн світу. Навчальний посібник / За ред. Кузика С. П. — Л. : Світ, 2002. — 672 с. — ISBN 966-603-178-7.
- Загальна медична географія світу / В. О. Шевченко [та ін.] — К. : [б.в.], 1998. — 178 с.
- Крисаченко В. С. Динаміка населення: Популяційні, етнічні та глобальні виміри. — К. : Видавництво Національного інституту стратегічних досліджень, 2005. — 368 с. — ISBN 966-554-083-1.
- Любіцева О. О., Мезенцев К. В., Павлов С. В. Географія релігій. — К. : АртЕК, 1999. — 504 с. — ISBN 966-505-006-0.
- Масляк П. О. Країнознавство. — К. : Знання, 2007. — 292 с. — (Вища освіта XXI століття)
- Масляк П. О., Дахно І. І. Економічна і соціальна географія світу / П. О. Масляк, І. І. Дахно ; за ред. П. О. Масляка. — К. : Вежа, 2003. — 280 с. — ISBN 966-7091-53-8.

### Російською
- (рос.) Венгрия // Демографический энциклопедический словарь / главн. ред. Валентей Д. И. — М. : Советская энциклопедия, 1985. — 608 с.
- (рос.) Венгрия // Страны и народы. Зарубежная Европа. Восточная Европа / Редкол. : В. П. Максаковский (отв. ред.), Ю. В. Иванова и др. — М. : «Мысль», 1980. — 349 с. — (Страны и народы) — 180 тис. прим.
- (рос.) Атлас народов мира / Отв. ред. С. И. Брук и В. С. Апенченко. — М. : ГУГК ГГК СССР и Институт этнографии им. Н. Н. Миклухо-Маклая АН СССР, 1964. — 185 с. — 20 тис. прим.
- (рос.) Численность и расселение народов мира. Этнографические очерки / под ред. С. И. Брука. — М. : Издательство АН СССР, 1962. — 487 с.
- (рос.) Лаппо Г. М. География городов: Учебное пособие для географических факультетов вузов. — М. : Туманит, изд. центр ВЛАДОС, 1997. — 476 с. — ISBN 5-691-00047-0.
- (рос.) Урланис Б. Ц. Рост населения в Европе (опыт исчисления). — М. : ОГИЗ-Госполитиздат, 1941. — 436 с.
- (рос.) Ягельский А. География населения. — М. : Прогресс, 1980. — 383 с.